# Французьке завоювання Алжиру
Французьке завоювання Алжиру (фр. Conquête de l'Algérie par la France; араб. الغزو الفرنسي للجزائر) — військова кампанія з підкорення Францією османського Алжиру в 1830–1847 роках. Складова французьких колоніальних воєн. В ході війни Османська імперія втратила Алжир і володіння в Західному Середземномор'ї. Франція отримала нову колонію, але об'єднала проти себе місцеві племена і зіткнулася із запеклим опором алжирців під проводом Абд аль-Кадіра. Незважаючи на перемогу французів, спорадичний опір завойовникам тривав до початку ХХ століття.

## Опис
1827 року між Османською імперією та Францією розгорівся дипломатичний скандал, скориставшись яким французи встановали морську блокаду Алжиру. 1830 року французькі війська силою захопили Алжир, адміністративний центр османського Алжирського еялету. Нападники окупували також усі поселення алжирського узбережжя й розпочали вторгнення вглиб країни. Французький уряд вирішив управляти новою територією й розпочав її колонізацію.
Незважаючи на падіння османського еялету, в Алжирі спалахнули антифранцузькі виступи, стартував партизанський рух. Османськими повстанцями на сході країни, з центром у місті Константіні, керував Ахмед-бей. Загони берберських алжирців, під командуванням Абд аль-Кадіра були зосереджені в Кабілії та заході Алжиру. Вони підкорялися Марокканському султанату.
Скориставшись роз'єднаністю противника, французьке керівництво уклало з алжирцями мирні угоди й зосередилося на загрозі з боку османських сил. 1837 року французи здобули Констаніну. Після цього було розпочату активну боротьбу проти Абд аль-Кадіра, який 1842 року був змушений відступити до Марокко. Проте партизанська війна в Алжирі тривала доти, доки уряд Франції не змусив Марокко депортувати алжирського лідера з країни після першої французько-марокканської війни. Абд аль-Кадіра здався французьким військам 1847 року.